# Estadio Excursionistas
El Estadio Excursionistas, conocido popularmente como el Coliseo del Bajo Belgrano, es un recinto deportivo propiedad del club homónimo, ubicado en la ciudad de Buenos Aires, Argentina. Se sitúa en la intersección de las calles La Pampa y Miñones, en el barrio de Belgrano.
Se construyó en 1911 en la tradicional zona del Bajo Belgrano de la Ciudad de Buenos Aires, en la esquina de las calles La Pampa y Miñones y abarca la manzana comprendida por las mencionadas calles, y las calles Migueletes y José Hernández. La dirección principal del mismo es La Pampa 1376 (para prensa y público) y Miñones 1780 (acceso de jugadores y jueces).

## Historia
Excursionistas es el único club de fútbol directamente afiliado a la Asociación de Fútbol Argentino que nunca mudó su estadio de lugar, lo que lo convierte en un lugar único e histórico.
Se inauguró de manera oficial el 14 de abril de 1912 en ocasión del partido de Excursionistas ante el club Libertad por la Tercera División de Ascenso; como nota de color cabe mencionar que tanto socios como los propios jugadores, desde la noche anterior, contra reloj y sin dormir, estuvieron acondicionando el estadio y el campo de juego para la ocasión, tarea que pudieron terminar escasos minutos antes de que debiera iniciarse el partido, que ganó «Excursio» por 4 a 0.
El estadio posee en la actualidad una capacidad aproximada de unos 7200 espectadores, distribuidos aproximadamente de esta manera: Tribuna «Sofandi» 1500 espectadores, Tribuna «Sócrates Zelada» 2000, Sector personas con capacidades diferentes 20, palcos de prensa «Alfredo Curcu» y cabinas «Ernesto Secchi» 30, Platea «Eduardo Dotto» 300, Platea «Antonio Gorsd» 200, Tribuna «Masciotra» 1800, Tribuna Del «Centenario» 1400, pero que está habilitada solo para prensa, lo que suma entonces unos 5.850 espectadores.  
En 2014 fueron realizadas importantes remodelaciones que incluyeron campo de juego y tribunas, en donde se colocó pasto sintético FIFA Dos Estrellas  el cual es símil natural, por lo que se juega con el mismo tipo de botines aprobado por la AFA y la FIFA para competencias tanto nacionales como internacionales, se demolió parcialmente una tribuna, lo cual llevó la capacidad del estadio a unos 7200 espectadores, aunque está habilitado solo para 5850 espectadores.
El campo de juego se amplió a un largo de 99 metros x 67 metros de ancho (sus antiguas medidas eran 96 metros x 66 metros), y se mejoró la iluminación artificial además de la construcción de nuevos vestuarios, utilería, depósitos y salas de medicina y kinesiología debajo de la Tribuna Centenario.

## Acontecimientos
El 18 de diciembre de 2004, la banda de rock barrial «Callejeros» se presentaba en el estadio Excursionistas.
La banda brindó un show a más de 18 000 espectadores ante una multitud de personas; dicho recital fue filmado oficialmente por la productora de la banda, pero que impedido por la tragedia futura de República Cromañón, impediría el lanzamiento de dicho material audiovisual.
A principios de 2022, la discográfica y productora de la banda de rock «Callejeros» confirmó que el DVD de Excursionistas saldría oficialmente a finales de 2022, dejando una gran expectativa para los fanáticos de la banda y del rock.